# Панама на летних Олимпийских играх 1992
Панама принимала участие в Летних Олимпийских играх 1992 года в Барселоне (Испания) в одиннадцатый раз за свою историю, но не завоевала ни одной медали. Сборная страны состояла из 5 мужчин.